# Delfim Moreira

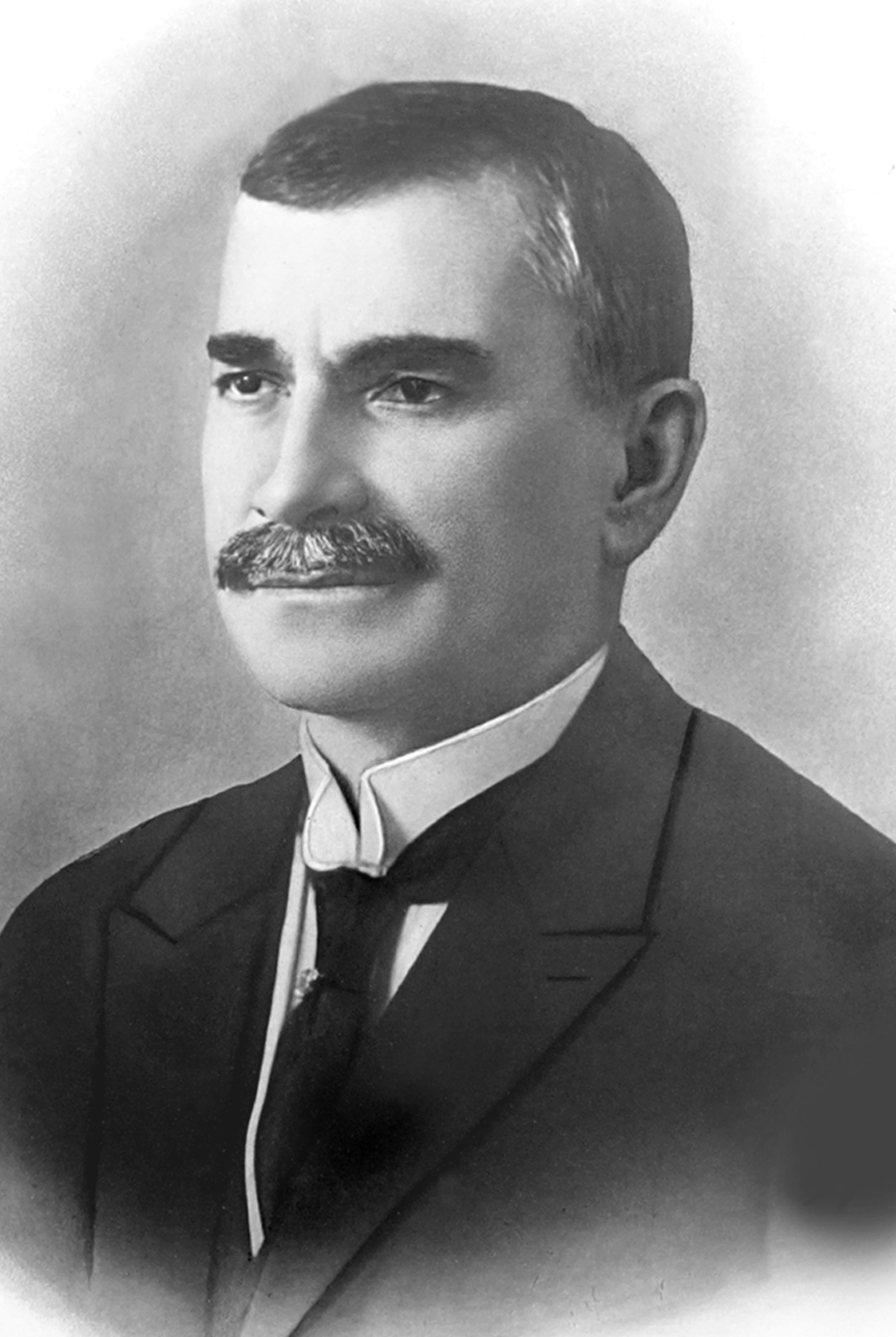
Delfim Moreira.

Delfim Moreira da Costa Ribeiro, född 7 november 1868 i Cristina, död 1 juli 1920 i Santa Rita do Sapucaí, var en brasiliansk politiker. Han var president i Minas Gerais 1914–1918, Brasiliens president 1918–1919 och vicepresident från 1919 fram till sin död.
Efter fyra år som president i Minas Gerais valdes Moreira år 1918 till Brasiliens vicepresident. Rodrigues Alves, som vann presidentvalet, insjuknade i spanska sjukan innan han hann tillträda presidentämbetet. Därför tillträdde Moreira som president i stället. År 1919 blev han vicepresident som det ursprungligen var tänkt och i juli 1920 avled han sedan själv i spanska sjukan.